# Asociacija Muzyčnoï Industriï Ukraïny
La Asociacija Muzyčnoï Industriï Ukraïny (UAMI; in ucraino Асоціація Музичної Індустрії України?) è un'organizzazione non governativa non a scopo di lucro in rappresentanza dell'industria musicale dell'Ucraina e i musicisti, interpreti, autori e compositori che ne fanno parte. È membro dell'International Federation of the Phonographic Industry.